# Urs Kindhäuser

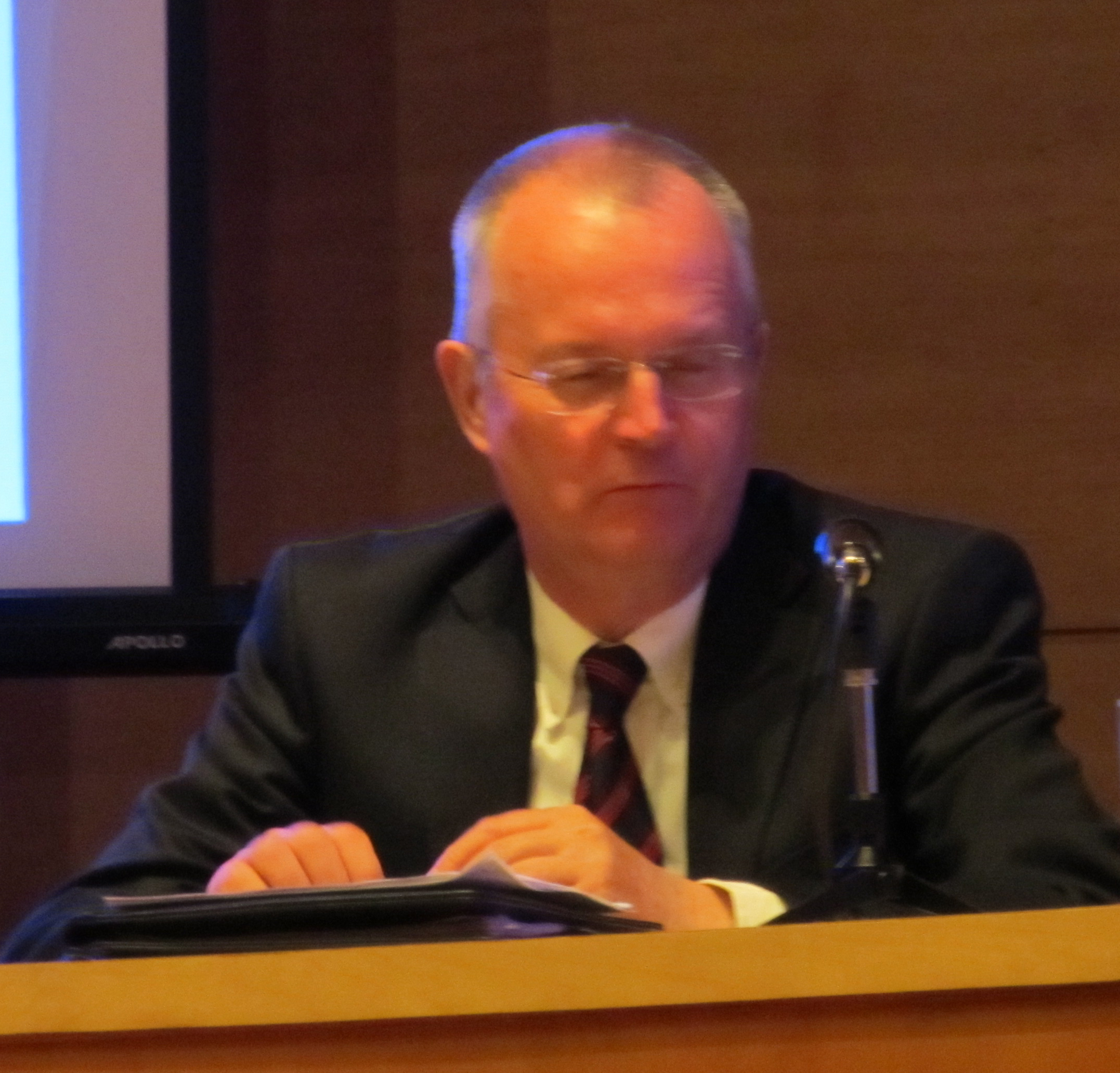
Urs Kindhäuser 2011

Urs Konrad Kindhäuser (* 28. Mai 1949 in Gießen) ist ein deutscher Rechtswissenschaftler und Professor für Strafrecht.

## Leben

### Kindheit und Jugend
Urs Kindhäuser wurde als drittes Kind des Facharztes für Chirurgie Josef Kindhäuser und  Ruth Klein geboren. Am 20. Juni 1968 machte er sein Abitur am humanistischen Landgraf-Ludwigs-Gymnasium in Gießen. 

### Studium
Im Oktober 1968 begann er das Studium der Rechtswissenschaft an der Universität Gießen. Von 1969 bis 1970 absolvierte er seinen Zivildienst im Städtischen Krankenhaus Frankenthal. 1971 nahm er sein Studium erneut auf und studierte an den Universitäten Gießen, Marburg, München und Freiburg. Am 14. Juni 1976 legte Kindhäuser seine erste juristische Staatsprüfung in Freiburg ab. Von 1976 bis 1979 absolvierte er seinen juristischen Vorbereitungsdienst am Landgericht Baden-Baden, wobei er ein halbes Jahr für seine Dissertation aussetzte. Am 19. Juni 1979 legte er die zweite juristische Staatsprüfung in Stuttgart ab. Einen Monat später promovierte Kindhäuser zum Dr. iur. an der Universität Freiburg.

### Karriere
Von 1979 bis 1980 arbeitete er als Wissenschaftlicher Assistent an der Universität Mannheim. Von 1980 bis 1982  war er als Staatsanwalt und Richter am Amtsgericht in Baden-Baden tätig. 1982 bis 1987 war Kindhäuser als Hochschulassistent an der Universität Freiburg bei Professor Alexander Hollerbach tätig, wo er durch Klaus Tiedemann in seiner strafrechtlichen Habilitationsleistung betreut wurde. Im Sommersemester 1987 übernahm Kindhäuser eine Lehrstuhlvertretung an der Universität Regensburg. Am 14. Mai 1987 habilitierte er sich an der juristischen Fakultät der Universität Freiburg und erhielt die Venia legendi für die Fächer Strafrecht, Strafprozessrecht und  Rechtsphilosophie. Im Wintersemester 1987/88 und im Sommersemester 1988 übernahm er eine Lehrstuhlvertretung an der Universität Frankfurt am Main, im darauffolgenden Wintersemester 1988/89 eine Lehrstuhlvertretung an der Universität Freiburg.
Nach einem abgelehnten Ruf an die Universität Erlangen wurde er zum Wintersemester 1988/89 Professor für Strafrecht an der Universität Bonn. Nach Lehraufträgen an der Universität Rostock wurde er zum Sommersemester 1992 Professor für Strafrecht, Strafprozessrecht und Rechtsphilosophie in Rostock. Zum Sommersemester 1995 kehrte er als Professor für Strafrecht und Strafprozessrecht an die Universität Bonn zurück. Von 1996 bis zu seiner Emeritierung im Sommer 2017 war Kindhäuser der Geschäftsführende Direktor des strafrechtlichen Instituts an der Universität Bonn.
Ihm wurde 2009 von der Universidad Huánuco (Peru), 2010 von der Universidad San Padro in Chimbote (Peru), 2015 von der Universidad Andina Néstor Cáceres Velásquez Juliaca (Peru) und 2020 von der Universidad Nacional de Córdoba (Argentinien) jeweils ein Ehrendoktorat verliehen. Außerdem wurde er 2008 von der Universidad Piura (Peru) und 2010 von der Universidad San Martin de Porres in Lima (Peru) zum Honorarprofessor (profesor honorario) sowie 2013 von der Renmin-Universität in Beijing (VRC) zum Gastprofessor ernannt. 

### Familie
Kindhäuser ist verheiratet und Vater zweier Kinder.

## Ehrungen und Auszeichnungen
- 2019 Festschrift für Urs Kindhäuser, herausgegeben von Friedrich Toepel, Martin Böse und Kay Schumann (Verlag Nomos).

## Lehrbücher [Auswahl]
- Urs Kindhäuser, Till Zimmermann: Strafrecht Allgemeiner Teil. Lehrbuch. 10. Auflage. Nomos, Baden-Baden 2022, ISBN 978-3-8487-7659-7.
- Urs Kindhäuser, Edward Schramm: Strafrecht Besonderer Teil I. Straftaten gegen Persönlichkeitsrechte, Staat und Gesellschaft. Lehrbuch. 10. Auflage. Nomos, Baden-Baden 2021, ISBN 978-3-8487-7661-0.
- Urs Kindhäuser, Martin Böse: Strafrecht Besonderer Teil II. Straftaten gegen Vermögensrechte. Lehrbuch. 11. Auflage. Nomos, Baden-Baden 2021, ISBN 978-3-8487-8662-6.
- Urs Kindhäuser, Kay H. Schumann: Strafprozessrecht. Lehrbuch. 6. Auflage. Nomos, Baden-Baden 2022, ISBN 978-3-8487-7653-5.
- Urs Kindhäuser: Strafrecht Allgemeiner Teil (= Reihe STUD JUR Grundlagenwissen). 2. Auflage. Nomos, Baden-Baden 2002.
- Urs Kindhäuser: Strafrecht Besonderer Teil I. Delikte gegen die Person und die Allgemeinheit (= Reihe STUD JUR Grundlagenwissen). 2. Auflage. Nomos, Baden-Baden 2003.
- Urs Kindhäuser: Strafrecht Besonderer Teil II. Vermögensdelikte (= Reihe STUD JUR Grundlagenwissen). Nomos, Baden-Baden 2002.
- Urs Kindhäuser, Kay H. Schumann, Sebastian Lubig, Till Zimmermann: Klausurtraining Strafrecht. Fälle und Lösungen. 5. Auflage. Nomos, Baden-Baden 2023, ISBN 978-3-7489-3472-1.

## Monographien [Auswahl]
- Intentionale Handlung. Sprachphilosophische Untersuchungen zum Verständnis von Handlung im Strafrecht, Berlin 1980.
- Gefährdung als Straftat. Rechtstheoretische Untersuchungen zur Dogmatik der abstrakten und konkreten Gefährdungsdelikte, Frankfurt/M. 1989.
- Abhandlungen zum Vermögensstrafrecht, Baden-Baden 2018.
- Analytische Strafrechtswissenschaft, Baden-Baden 2021.

## Kommentierungen
- Urs Kindhäuser, Ulfrid Neumann, Hans-Ullrich Paeffgen, Frank Saliger (Hrsg.): Nomos Kommentar zum Strafgesetzbuch. 6. Auflage. Nomos, Baden-Baden 2023, ISBN 978-3-8487-7123-3.
- Urs Kindhäuser, Eric Hilgendorf: Strafgesetzbuch. Lehr- und Praxiskommentar. 9. Auflage. Nomos, Baden-Baden 2021, ISBN 978-3-8487-7154-7.